# Кувшинова, Татьяна Владимировна
Татьяна Владимировна Кувшинова (род. 2 июня 1967) — советская и российская самбистка и дзюдоистка, чемпионка и призёр чемпионатов России, призёр чемпионатов Европы по дзюдо, призёр чемпионата мира по самбо Заслуженный мастер спорта России по дзюдо (1997), мастер спорта России международного класса по самбо (1994), обладательница 5 дана по дзюдо (1999).

## Биография
Выпускница Санкт-Петербургской государственной академии физической культуры им. П. Ф. Лесгафта.
Была членом сборной команды России с 1985 по 1999 годы. Оставила большой спорт в 2002 году.

## Спортивные достижения
- Чемпионат СССР по дзюдо среди женщин 1989 года — ;
- Чемпионат России по дзюдо 1992 года — ;
- Чемпионат России по дзюдо 1993 года — ;
- Чемпионат России по дзюдо 1994 года — ;
- Чемпионат России по дзюдо 1995 года — ;
- Чемпионат России по дзюдо 1997 года — ;
- Чемпионат России по дзюдо 1998 года — ;
- Чемпионат России по дзюдо 1999 года — ;